# Peavey
Peavey («Піві») — американське приватне підприємство. Одне з найбільших світових виробників музичного обладнання зі штаб-квартирою у Мерідіан, Міссісіпі. 
Засноване Хартлі Піві 1965 року. «Піві» продає свої вироби також під іменами: MediaMatrix, Architectural Acoustics, PVDJ, Crest Audio й Trace Elliot.
Широко відомі гітарні підсилювачі виробництва «Піві».
Дохід 271 млн дол. 2400 робітників.